# Tchad
Tchad (franska: Tchad; arabiska: تشاد, Tašād), officiellt Republiken Tchad (franska: République du Tchad; arabiska: جمهوريّة تشاد, Jumhūriyyat Tašād), är en stat i Centralafrika. Den gränsar till Libyen i norr, Sudan i öster, Centralafrikanska republiken i söder, Kamerun och Nigeria i sydväst, samt Niger i väster. Norra delen av Tchad ligger i Saharaöknen. Tchad indelas i tre större geografiska regioner: en ökenzon i norr, ett torrt Sahelbälte i mitten och en mer fruktbar savann i söder. Tchadsjön, som landet är uppkallat efter, är den största våtmarken i Tchad och den näst största i Afrika. Tchads högsta topp är Emi Koussi i Sahara, och den klart största staden är huvudstaden N'Djamena. Tchad bebos av över 200 olika etniska och språkliga grupper. Franska och arabiska är de officiella språken. Islam är den mest spridda religionen.
Med början under det sjunde årtusendet f.Kr. flyttade stora grupper av människor in i Tchadsänkan. Vid slutet av det första årtusendet f.Kr. uppkom och föll en serie stater och imperier i Tchads Sahelbälte, som alla var inriktade på att kontrollera transsaharahandelsvägarna som passerade genom området. Frankrike fullbordade sin erövring av området 1920 och införlivade det som en del av Franska Ekvatorialafrika. År 1960 fick Tchad självständighet under ledning av François Tombalbaye. Hans politik väckte missnöje i den muslimska norra delen av landet, vilket kulminerade i att ett långvarigt inbördeskrig utbröt 1965. År 1979 erövrade rebellerna huvudstaden och gjorde slut på söderns hegemoni. Rebellernas befälhavare stred dock inbördes tills Hissène Habré besegrade sina rivaler. Han störtades 1990 av sin general Idriss Déby. Under senare år har Darfurkonflikten i Sudan spritts över gränsen och destabiliserat landet.
Efter Idriss Debýs död 2021 tog hans son generalen Mahamat Déby över makten. Många politiska partier är aktiva i Tchad, men makten ligger stadigt i händerna på familjen Déby och partiet Mouvement patriotique du Salut. Tchad plågas fortsatt av politiskt våld och återkommande försök till statskupper. Det är ett av de fattigaste och mest korrumperade länderna i Afrika. De flesta tchadier lever i fattigdom och bedriver jordbruk och boskapsskötsel för husbehov. Sedan 2003 har råolja blivit landets främsta källa till exportinkomster, istället för den traditionella bomullsindustrin.

## Historia
Huvudartikel: Tchads historia
Förhistoriska fynd av stor betydelse har gjorts i Tchad. Ett omkring 7 miljoner år gammalt fossil upptäcktes 2001 i Sahel. Enligt upptäckarna tillhör fossilet den äldsta kända medlemmen (arten) i det mänskliga släktträdet. Forskarna kallade den nya arten för Sahelanthropus tchadensis. Under sjunde årtusendet f.Kr. var de ekologiska förhållandena i den norra hälften av nuvarande Tchad gynnsamma för mänsklig bosättning, och regionen upplevde en kraftig folkökning. Några av de viktigaste arkeologiska fyndorterna i Afrika finns i Tchad, främst i Borkou-Ennedi-Tibesti-regionen. Vissa fyndorter är från före 2000 f.Kr. I över 2000 år har Tchadsänkan varit bebodd av jordbrukande och bofasta folk. Området blev en mötesplats för civilisationer. Den tidigaste av dessa var den legendariska Sao, känd från föremål och muntliga historier. Sao besegrades av Kanemriket, det första och mest långvariga av de riken som utvecklades i Tchads Sahelbälte vid slutet av första årtusendet e.Kr. Kanems och dess efterföljares makt grundades på kontroll över transsaharahandelsvägarna som passerade genom området. Dessa stater, som åtminstone outtalat var muslimska, utökade aldrig sin kontroll till de södra gräsländerna förutom för att göra räder för att ta slavar. Under medeltiden blev Tchad en mötesplats för muslimska handelsmän och många subsahariska stammar.

### 1800- och 1900-talshistoria
Frankrike gick in i Tchad 1891 och den franska koloniala expansionen ledde till att Territoire Militaire des Pays et Protectorats du Tchad bildades år 1900. Vid år 1920 hade Frankrike säkerställt fullständig kontroll över kolonin. Det franska styret i Tchad kännetecknades av brist på politiska initiativ för att ena territoriet och av långsam modernisering. Fransmännen såg kolonin i första hand som en oviktig källa till outbildad arbetskraft och obearbetad bomull. Frankrike införde storskalig bomullsproduktion år 1929. Den koloniala administrationen i Tchad var allvarligt underbemannad och tvungen att använda sig av den franska förvaltningens sämsta förmågor. Endast den södra delen styrdes effektivt och  i norr och öster fanns fransmännen endast till namnet. Främst utbildningsväsendet led skada av denna försummelse. Efter andra världskriget gav Frankrike Tchad ställning som territoire d'outre-mer och dess invånare fick rätt att välja representanter till Frankrikes nationalförsamling och Tchads nationalförsamling. Det största politiska partiet var Parti Progressiste Tchadien (PPT), baserat i den södra halvan av kolonin. Den 11 augusti 1960 gavs Tchad självständighet med PPT:s ledare, François Tombalbaye, som förste president.

Genom att besegra och döda Rabih az-Zubayr den 22 april 1900 i slaget vid Kousséri avlägsnade Frankrike ett stort hinder för kolonisering av Tchad.

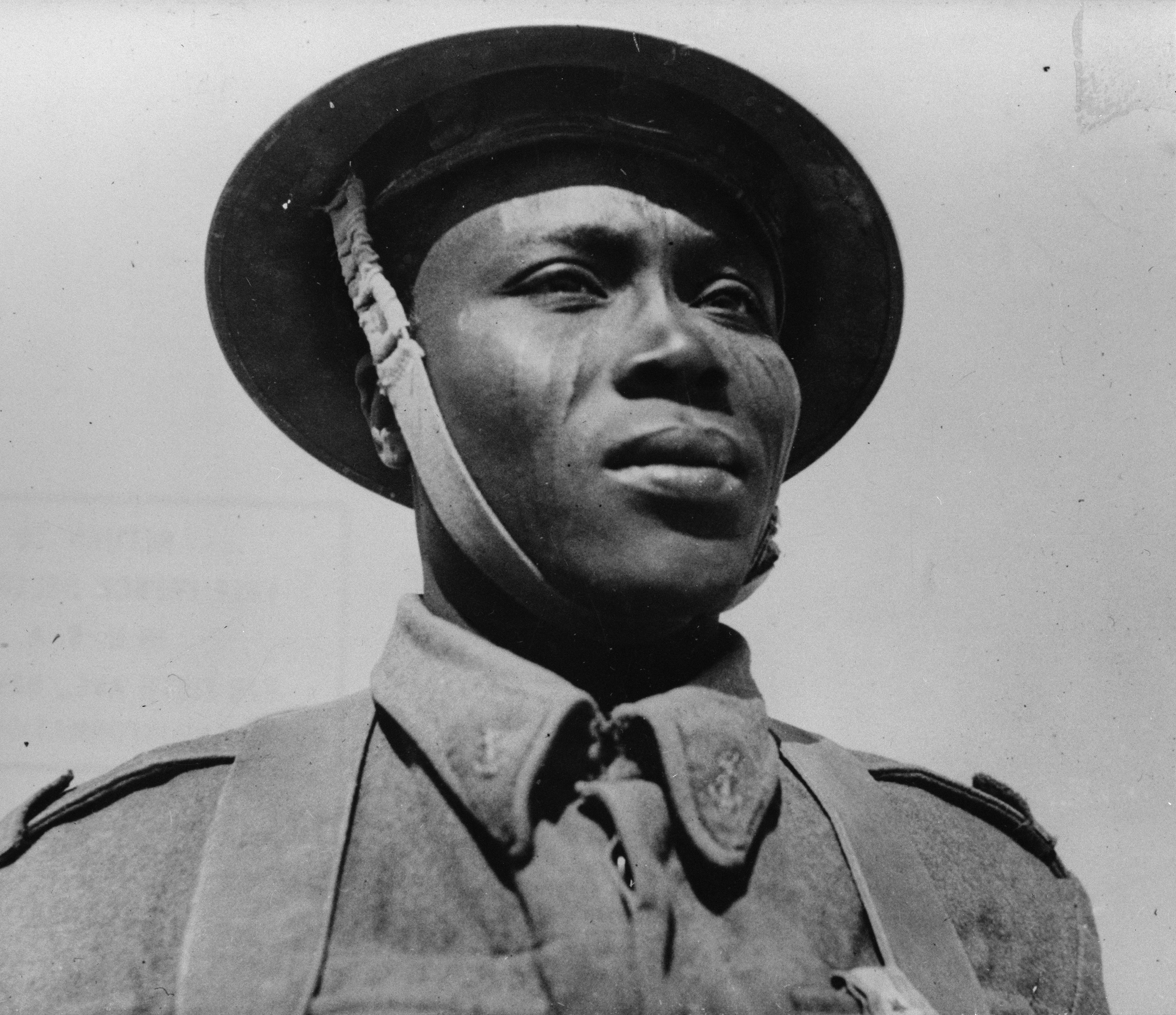
15 000 tchadiska soldater stred för de fria franska styrkorna under andra världskriget.

Två år senare förbjöd Tombalbaye oppositionspartierna och upprättade ett enpartisystem. Tombalbayes autokratiska styre och okänsliga vanskötsel förstärkte spänningarna mellan olika etniska grupper. År 1965 inledde muslimer ett inbördeskrig. Tombalbaye störtades och dödades 1975, men upproret fortsatte. År 1979 erövrade rebellgrupperna huvudstaden och all central makt i landet bröt samman. Väpnade grupper, många från upproret i norr, stred om makten. Sönderfallet i Tchad ledde till att Frankrikes ställning i landet kollapsade. Libyen gick in för att fylla maktvakuumet och blev inblandat i inbördeskriget. Libyens äventyr fick ett katastrofalt slut 1987. Den franskstödde presidenten Hissène Habré väckte ett enat gensvar av aldrig tidigare sett slag från tchadierna och tvingade bort den libyska armén från Tchad.
Habré konsoliderade sin diktatur genom ett maktsystem som vilade på korruption och våld. Det uppskattas att 40 000 människor dödades under hans styre. Presidenten gynnade sin egen etniska grupp daza och diskriminerade sina tidigare allierade, zaghawa. Hans general, Idriss Déby störtade honom 1990. Déby försökte försona rebellgrupperna och återinförde flerpartisystemet. I en folkomröstning 1996 godkände tchadierna en ny konstitution och Déby vann samma år med lätthet presidentvalet som hade flera kandidater.

### 2000-talets historia
Déby omvaldes för en andra presidentperiod på fem år 2001. Oljeutvinning i Tchad påbörjades 2003 och medförde förhoppningar om att Tchad äntligen skulle få möjligheter till fred och välstånd. Istället förvärrades de inre motsättningarna och ett nytt inbördeskrig bröt ut. Déby modifierade ensidigt konstitutionen för att avskaffa begränsningen med maximalt två presidentperioder. Detta för att han skulle kunna omväljas för den tredje presidentperiod på fem år. Därigenom orsakade han ett ramaskri i det civila samhället och hos oppositionspartierna. År 2006 omvaldes så Déby för en tredje presidentperiod i ett val som oppositionen bojkottade. Det etniskt motiverade våldet i östra Tchad har ökat. UNHCR har varnat för att ett folkmord, liknande det som skett i Darfurkonflikten, kan inträffa i Tchad.
Säkerhetsläget i Tchad är svårbedömt. Det finns en antydan till stabilitet, fred och till viss del demokrati och utveckling men det är en stabilitet som till stor del är beroende av den sköra maktbalansen mellan olika etniska och religiösa grupper. Trots detta och trots mängder av flyktingar från grannländer anses Tchad vara ett av regionens mer stabila länder. Landet är dock ett av de fattigaste i världen. Bristande tillgång på mat och vatten är de största problemen, liksom låg utbildningsnivå och bristfällig sjukvård. Sedan 2015 har Tchad aktivt engagerat sig i kampen mot Boko Haram tillsammans med berörda grannländer. Undantagstillstånd råder i Lac-regionen vid Tchadsjön, efter ett antal dåd begångna av Boko Haram under 2015 nära huvudstaden. Boko Haram utkämpar också strider i regionen mot Tchadsjön.
I april 2021 dog president Idriss Déby. Han hade styrt landet med järnhand sedan december 1990, och var därmed en av Afrikas längst styrande ledare. Débys 37-årige son Mahamat Idriss Deby Itno, en fyrstjärnig general, ersatte den bortgångna presidenten.

## Geografi

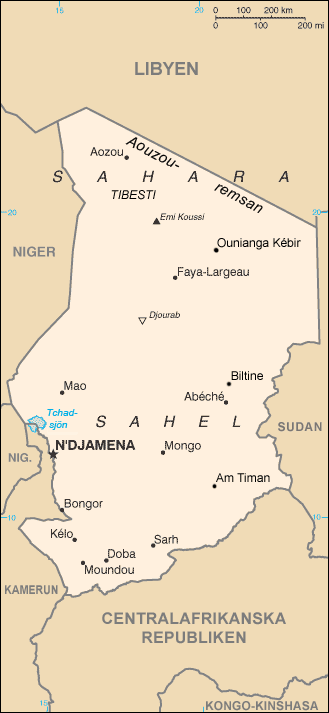
Tchad

Tchad är Afrikas femte största land. Det är något mindre än Peru och något större än Sydafrika, och ungefär lika stort som Niger. Tchad saknar kust mot havet, och ligger i norra centrala Afrika, mellan 8° och 24° nord och mellan 14° och 24° öst, söder om Libyen. Landet har en 5 968 kilometer lång gräns med Kamerun, Centralafrikanska republiken, Libyen, Niger, Nigeria och Sudan.
Landets huvudstad ligger 1 600 km från närmaste kusthamn. På grund av detta avstånd från havet och att landet till stor del har ökenklimat kallas Tchad ibland "Afrikas döda hjärta". Som en följd av kolonialperioden sammanfaller Tchads gränser inte fullständigt med naturliga gränser.

### Topografi
Den dominerande företeelsen i landskapet är en vidsträckt sänka som avgränsas av bergskedjor i norr, öster och söder. Tchadsjön, som landet är uppkallat efter, är återstoden av en jättelik sjö som för 7 000 år sedan upptog 330 000 km² av Tchadsänkan. Trots att den under början av 2000-talet täcker endast 17 806 km² (som mest) och dess yta undergår kraftiga årstidsväxlingar, är sjön Afrikas näst största våtmark.
Emi Koussi, en inaktiv vulkan i  Tibestibergen som når 3 414 meter över havet, är den högsta punkten i Tchad och i Sahara.

### Hydrografi

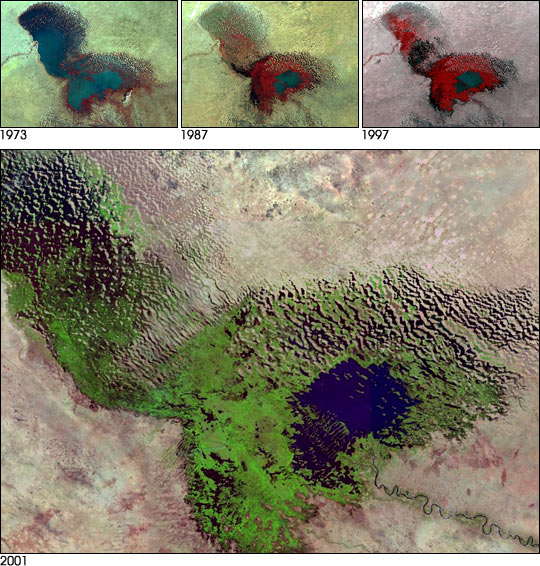
Tchadsjön på en satellitbild från 2001. Högst upp visas förändringarna från 1973 till 1997.

Tchadsjön, en mycket grund sjö, var en gång i tiden Afrikas näst största sjö, men har under de senaste decennierna minskat betydligt till cirka 10 procent av sin forna storlek.

### Klimat

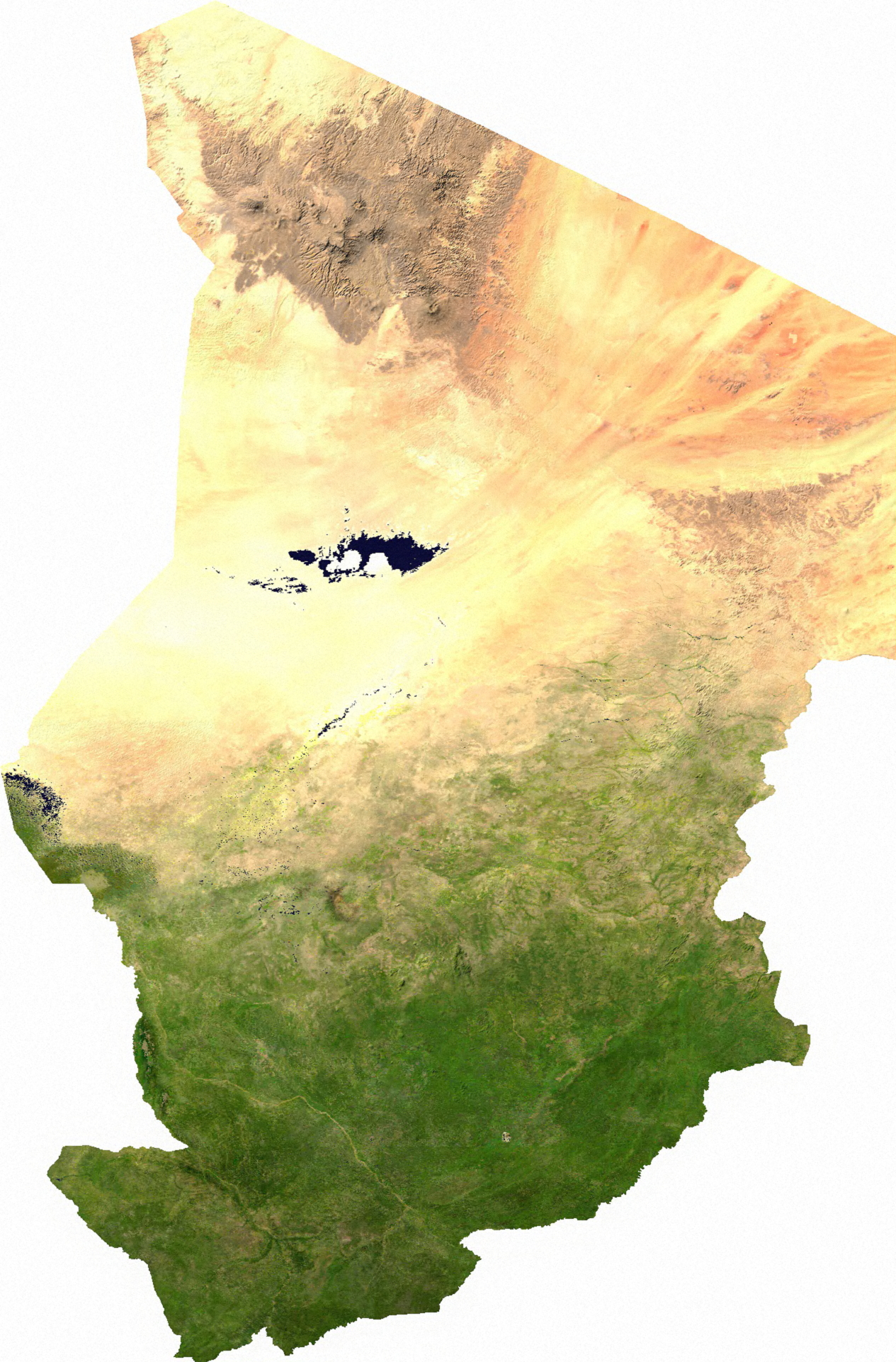
Tchad indelas i tre distinkta zoner, från savannen i söder till Saharaöknen i norr.

Varje år korsas Tchad från söder till norr av ett tropiskt vädersystem som kallas intertropiska fronten. Detta för med sig en regnperiod som varar från maj till oktober i söder och från juni till september i Sahel.
Variationer i lokal nederbörd skapar tre större geografiska zoner. Sahara ligger i landets norra tredjedel. Den årliga nederbörden där är under 50 millimeter, och Borkou i Tchad är det torraste området i Sahara. Växtligheten i detta bälte är knapp. Bara enstaka spontana palmdungar överlever och är de enda som gör det söder om Kräftans vändkrets.
Sahara ersätts av ett Sahelbälte i centrala Tchad, där nederbörden varierar från 300 mm till 600 mm per år. I Sahel ger en stäpp med törniga buskar (mestadels akacior) gradvis plats åt en savann i Tchads sudanesiska zon i söder. Den årliga nederbörden i detta bälte är över 900 mm.
Områdets höga gräs och vidsträckta sumpmarker gör det gynnsamt för fåglar, reptiler och stora däggdjur. Tchads större floder – Chari, Logone och dessas bifloder – flyter genom de sydliga savannerna från sydöst in i Tchadsjön. Endast 3 procent av Tchad är odlingsbar mark, och landet har inga permanenta odlingar.

## Styre och politik

### Författning och styre
Tchads konstitution fastslår en stark, verkställande gren ledd av en president som dominerar det politiska systemet. Presidenten har befogenhet att utse premiärministern och regeringen och utövar avsevärt inflytande över utnämningar av domare, generaler, provinstjänstemän och chefer för Tchads statliga företag. I händelse av allvarligt och omedelbart hot kan presidenten i samråd med nationalförsamlingen utlysa undantagstillstånd. 
Presidenten väljs av folket för en femårig mandatperiod. År 2005 avskaffades begränsningen i antal möjliga omval. Efter att begränsningen avskaffats kan presidenten vara kvar vid makten efter den tidigare gränsen på två mandatperioder.
Nationalförsamlingen är lagstiftande och består av 155 ledamöter valda på fyra år. Nationalförsamlingen håller ordinarie sessioner två gånger om året, och kan hålla särskilda sessioner när den kallas av premiärministern. Ledamöterna väljer ordförande vartannat år. Ordföranden måste underteckna eller avslå nystiftade lagar inom 15 dagar. Nationalförsamlingen måste godkänna premiärministerns regeringsprogram och kan  genom misstroendeomröstning tvinga premiärministern att avgå. Om nationalförsamlingen förkastar regeringens program två gånger på ett år kan dock presidenten upplösa församlingen och utlysa nyval. I praktiken utövar presidenten avsevärt inflytande över Nationalförsamlingen genom sitt parti, Mouvement Patriotique de Salut (MPS), som har en stor majoritet.
De flesta av Débys viktigaste rådgivare tillhör den etniska gruppen zaghawa, men även personer från södern och från oppositionen är företrädda i regeringen.

### Administrativ indelning
Tchad är  sedan 2008 indelat i 22 regioner. Före 2008 var 18 regioner. Detta system infördes 2003 som ett led av decentraliseringsprocessen, då regeringen avskaffade de tidigare 14 prefekturerna. Varje region leds av en guvernör, som utses av presidenten. Inom regionerna finns 61 departement som administreras av prefekter. Departementen indelas i 200 underprefekturer (sous-préfectures), som i sin tur består av 446 kantoner.
Det planeras att kantonerna ska ersättas av communautés rurales, men det juridiska och regelmässiga ramverket har ännu inte färdigställts. För att få lokalbefolkningen att spela en aktiv roll i sin egen utveckling ger konstitutionen utrymme för decentraliserat styre. Därför anges i konstitutionen att varje administrativ underindelning ska styras av valda lokala församlingar, men inga lokala val har ägt rum, och de kommunalval som planerats för 2005 har skjutits upp upprepade gånger.

### Politik
Innan oppositionspartier blev tillåtna 1992 var Débys MPS det enda lagliga partiet i Tchad. Sedan dess har 78 registrerade politiska partier blivit aktiva. År 2005 stödde oppositionspartier och människorättsorganisationer en bojkott av folkomröstningen som gav Déby rätt att ställa upp för omval för en tredje presidentperiod.
Det rapporterades om utbredda oegentligheter i registreringar av väljare och regeringsstyrd censur av oberoende medier under valrörelsen. Korrespondenter bedömde presidentvalet  2006 som en ren formalitet, då oppositionen ansåg att valet var ett skämt och därför bojkottade det.
Déby möter väpnat motstånd från grupper som är djupt splittrade av motsättningar mellan ledare men förenade i sin målsättning att störta honom. Dessa styrkor stormade den 13 april 2006 huvudstaden, men slogs till slut tillbaka. 
Det största utländska inflytandet i Tchad har Frankrike, som håller 1000 soldater i landet. Déby är beroende av fransmännen för att slå tillbaka rebellerna, och Frankrike ger Tchads armé logistiskt stöd och hjälp med underrättelseverksamhet, av fruktan för att stabiliteten i området ska bryta samman fullständigt. 
Trots detta ansträngdes de fransk-tchadiska relationerna av att Tchad gav det amerikanska bolaget Exxon rätt att borra efter olja 1999.
Korruptionen var i mitten på 00-talet utbredf på alla nivåer i samhället. Transparency Internationals årliga korruptionsindex 2005 angav Tchad som världens mest korrumperade land, och det fick bara en något mer gynnsam bedömning år 2018.

### Rättsväsen
Tchads rättssystem är baserat på fransk civilrätt och tchadisk sedvanerätt där den senare inte inkräktar på allmän ordning eller på konstitutionens garanti om jämlikhet. Trots konstitutionens garanti om rättsligt oberoende utnämns de flesta viktiga jurister av presidenten. De högsta rättsliga instanserna, Högsta domstolen och Författningsrådet, har varit fullt fungerande sedan 2000. 
Högsta domstolen utgörs av chefsdomaren, som utses av presidenten, och 15 andra ledamöter som utses på livstid av presidenten och nationalförsamlingen. Författningsrådet består av nio domare som väljs för nioåriga förordnanden. Det har befogenhet att granska lagstiftning, fördrag och internationella avtal innan de antas.

## Ekonomi och infrastruktur

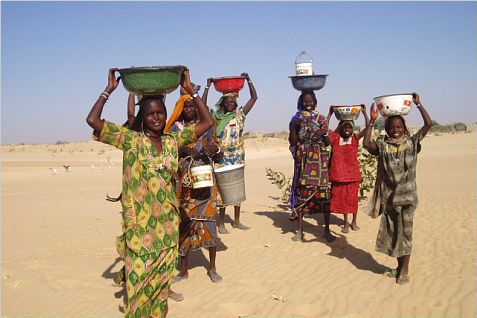
Kvinnor i Mao, där vatten ombesörjs med ett vattentorn. Tillgång till rent vatten är ofta ett problem i Tchad.

FN:s Human Development Index (2022) rankar Tchad som en av de fattigaste länderna i världen, med 84,2 % av befolkningen levande i fattigdom år 2019. 
Åratal av inbördeskrig har skrämt bort utländska investerare. De som lämnade Tchad mellan 1979 och 1982 har först nyligen börjat återfå förtroendet för landets framtid. År 2000 inleddes större direkta utländska investeringar i oljesektorn, vilket stärkte landets ekonomiska möjligheter.

### Näringsliv

#### Jord- och skogsbruk, fiske
Över 80 % av Tchads befolkning är beroende av jordbruk och boskapsskötsel för sin överlevnad. De grödor som odlas och de platser där hjordar hålls bestäms av det lokala klimatet. I de sydligaste 10 procenten av territoriet ligger landets mest fruktbara odlingsland, med rika skördar av durra och hirs. I Sahel växer endast de härdigare varieteterna av durra, och dessa med mycket lägre avkastning än i söder. Å andra sidan är Sahel idealisk betesmark för stora hjordar av kommersiell boskap och för getter, får, åsnor och hästar. Saharas utspridda oaser ger bara en del dadlar och bönor. Före utvecklingen av oljeindustrin dominerades industrin och arbetsmarknaden av bomull, som stod för ungefär 80 % av exportinkomsterna.
Bomull är fortfarande en av de främsta exportvarorna, men exakta siffror är inte tillgängliga. Rehabilitering av Cotontchad, ett större bomullsföretag som drabbades av en nedgång i världsmarknadspriserna på bomull, har finansierats av Frankrike, Nederländerna, Europeiska unionen, och  International Bank for Reconstruction and Development (IBRD). Detta statligt ägda företag förväntas nu bli privatiserat.

#### Energi och råvaror
Tchads energisektor har lidit av åratals vanskötsel av det statliga vatten- och elektricitetsföretaget STEE, som tillhandahåller elektricitet till 15 % av huvudstadens invånare och täcker endast 1,5 % av befolkningen som helhet.
De flesta tchadier bränner biobränsle som trä och gödsel för att utvinna energi.

#### Industri
ExxonMobil leder ett konsortium av Chevron och Petronas som har investerat 3,7 miljarder dollar för att utveckla oljereserverna i södra Tchad, reserver som beräknas till en miljard tunnor. Konsortiet började 2000 att bygga ut ett stort oljefält, och även bygga pipelines till omvärlden. 
Oljeproduktionen började 2003 med färdigställandet av en pipeline (delvis finansierad av Världsbanken) som förbinder oljefälten i söder med terminaler på Kameruns Atlantkust. Som villkor för att ge sitt stöd krävde Världsbanken att 80 % av oljeintäkterna skulle gå till utvecklingsprojekt. I januari 2006 suspenderade Världsbanken sitt låneprogram när Tchads regering beslöt att minska denna andel. Den 14 juli 2006 undertecknade Världsbanken och Tchad en avsiktsförklaring om att Tchads regering öronmärker 70 % av sina utgifter för prioriterade fattigdomsbekämpningsprogram.

### Handel
Tchad deltar i Banque Centrale des États de l'Afrique Centrale och Centralafrikas ekonomiska och monetära gemenskap (CEMAC).

### Infrastruktur

#### Transporter

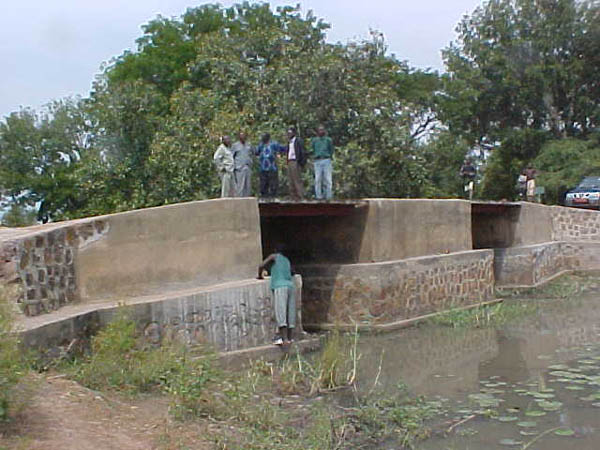
En bro över floden Bragoto

Inbördeskriget hejdade utvecklingen av infrastrukturen för transporter, och år 1986 hade Tchad bara 30 kilometer asfalterade vägar. Vägnätet har senare förbättrats genom flera projekt och omfattade  år 2004 550 kilometer. Trots detta är vägnätet begränsat; vägarna är ofta oanvändbara under flera månader om året. Tchad har inga egna järnvägar utan är starkt beroende av Kameruns järnvägsnät för att transportera export- och importvaror till och från hamnen i Douala.
Huvudstaden N'Djamena har en internationell flygplats med reguljära direktflygningar till Paris och till flera afrikanska städer. Runt om i landet finns ett trettiotal civila flygplatser.

#### Post, telefoni och Internet
Telekommunikationssystemet är grundläggande och dyrt. Fast telefoni tillhandahålls av det statliga telefonbolaget SotelTchad. Endast 14 000 fasta telefonlinjer finns i hela Tchad, vilket är en av lägsta telefontäthetsnivåerna i världen.

#### Vatten
Tchads städer har allvarliga svårigheter med kommunal infrastruktur. Endast 48 % av stadsborna har tillgång till dricksvatten och endast 2 % till grundläggande sanitet.

#### Utbildning och forskning
Att bedriva undervisning i Tchad stöter på betydande problem på grund av landets utspridda befolkning och en viss grad av tveksamhet från föräldrars sida inför att skicka sina barn till skolan. Fast skolan är obligatorisk går bara 68 % av pojkarna mer än några år i skolan och över hälften av befolkningen är analfabeter. Högre utbildning ges vid Universitetet i N'Djamena.
År 2015 var 59,8 % av den vuxna befolkningen analfabeter.
- Analfabetism hos män: 51,5 % (2015)[2]
- Analfabetism hos kvinnor: 68,1 % (2015)[2]

#### Sjukvård, andra viktiga samhällstjänster

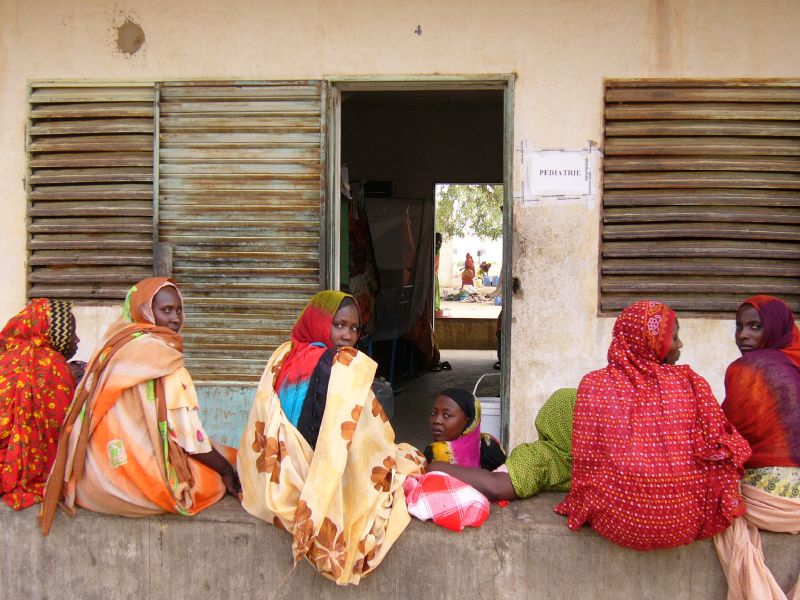
En tchadisk förlossningsavdelning. Fastän den förbättras är Tchads infrastruktur fortfarande mycket mindre utvecklad än landets nordliga grannars.

## Befolkning

### Demografi

#### Urbanisering
24,1 % av befolkningen var bosatta i urbaniserade områden år 2022.
Enligt uppgifter från mitten av 00-talet var befolkningen ojämnt fördelad. Befolkningstätheten var 0,1 personer per km² i Borkou-Ennedi-Tibesti-regionen i Sahara men 52,4 personer per km² i Logone Occidental. I huvudstaden var den ännu högre. Ungefär hälften av landets befolkning bodde i den södra femtedelen av dess territorium, vilket gjorde denna till den mest tätbefolkade regionen. Stadslivet var nästan begränsat till huvudstaden, vars befolkning mestadels ägnade sig åt handel. De andra större städerna var Sarh, Moundou, Abéché och Doba, vilka är mindre urbaniserade men växte snabbt och tillsammans med huvudstaden ansågs de vara en avgörande faktor för ekonomisk tillväxt.

#### Minoriteter

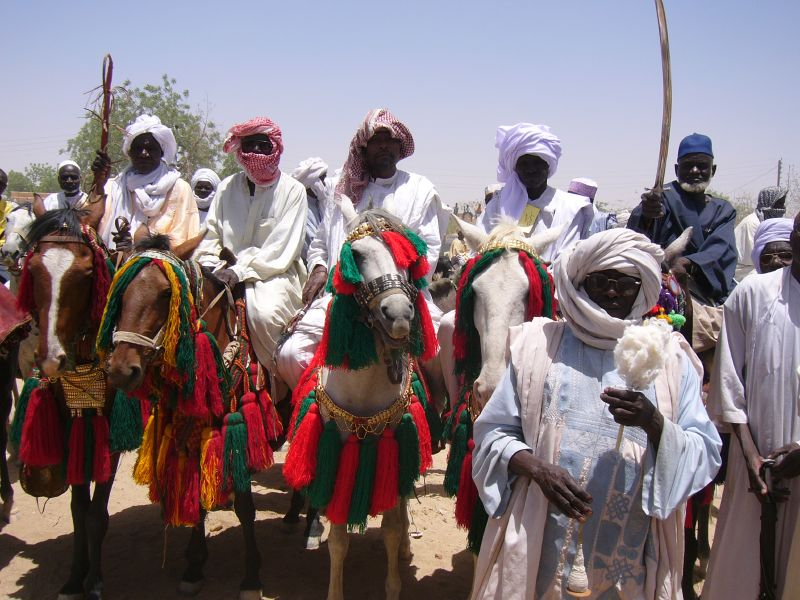
En stamdelegation

Tchad har cirka 200 distinkta etniska grupper, vilka skapar skiljaktiga sociala strukturer. Den koloniala administrationen och de självständiga regeringarna har försökt införa ett nationellt samhälle, men för de flesta tchadier förblir det lokala eller regionala samhället det viktigaste inflytandet utanför den närmaste släkten. Folken i Tchad kan ändå klassificeras efter de geografiska område där de bor. I söder lever bofasta folk såsom sara, landets största etniska grupp, vars huvudsakliga sociala enhet är ätten.  I Sahel lever bofasta folk sida vid sidan med nomadiska folk, såsom araberna, landets näst största etniska grupp. Den norra delen av landet bebos av nomader, främst toubouer.

#### Migration
Sedan 2003 har 230 000 sudanesiska flyktingar flytt till östra Tchad från det krigsdrabbade Darfur. Tillsammans med de 172 000 tchadier som har förflyttats av inbördeskriget i öster har detta genererat ökade motsättningar bland folkgrupperna i området.

### Språk
Landets officiella språk är franska och arabiska, men över 100 språk och dialekter talas. På grund av den viktiga roll som spelas av kringresande arabiska handelsmän och bofasta köpmän i lokalsamhällen och då Tchad under en lång tid har haft ett kommersiellt och religiöst utbyte med Sudan och Egypten har många i landets norra delar blivit mer och mer arabifierade, och många talar "tchadarabiska", eller tourkou, som har blivit ett lingua franca.

### Religion
Ingen av dessa religiösa traditioner är monolitisk. Animism omfattar en mångfald olika förfaders- och plats-inriktade religioner vilkas uttryck är högst specifika. Islam uttrycks på olika sätt, fastän den kännetecknas av en ortodox uppsättning trosuppfattningar och ceremonier. Kristendomen kom till Tchad först med fransmännen. Liksom tchadisk islam är den synkretistisk och tar upp delar av förkristna trosuppfattningar. Muslimerna är till stor del koncentrerade till norra och östra Tchad, och animister och kristna bor i första hand i södra Tchad och Guéra. Konstitutionen sörjer för en sekulär stat och garanterar religionsfrihet. Olika religiösa grupper samexisterar i allmänhet utan problem.

### Sociala förhållanden
Polygyni är vanligt förekommande och 39 % av kvinnorna lever i sådana äktenskap. Detta gillas av lagen, som automatiskt tillåter polygami om inte makarna anger att detta är oacceptabelt i samband med giftermålet. Fastän våld mot kvinnor är förbjudet är våld i hemmet vanligt. Kvinnlig könsstympning är förbjuden, men är en vitt spridd och djupt rotad tradition. Cirka 45 % av Tchads kvinnor genomgår ingreppet. De högsta andelarna finns hos araber, hadjarai och ouaddaier (90 % eller mer). Lägre procentandelar har angivits från sara (38 %) och toubou (2 %). Kvinnor har inte samma tillgång till utbildning som män, vilket gör det svårt för dem att konkurrera om de relativt få arbetena i den formella sektorn. Fastän egendoms- och arvsrätten, som grundas på fransk rätt, inte diskriminerar mot kvinnor, avgör lokala ledare de flesta arvstvister till männens fördel, i enlighet med traditionell praxis.

### Hälsa
| Hiv och aids             | 2015   |
| ------------------------ | ------ |
| Andel av befolkningen    | 2,53 % |
| Fetma                    | 2014   |
| Andel av befolkningen    | 6,6%   |
| Undervikt hos barn <5 år | 2010   |
| Andel av befolkningen    | 30,3 % |

## Kultur

### Massmedier
Konstitutionen försvarar yttrandefrihet, men regeringen har regelbundet begränsat denna rättighet, och började i slutet av 2006 att genomföra ett system med förhandscensur av medierna.

#### Press och förlag
Tidningar finns i begränsad mängd och spridning. Läsekretsen är liten på grund av transportkostnader, låg läskunnighetsgrad och fattigdom.

#### Radio och television
TV-mottagning finns endast i N'Djamena. Den enda TV-stationen är den statliga TeleTchad. Radio har mycket större räckvidd och det finns 13 privata radiostationer.

### Konstarter

#### Musik och dans
Tchadierna spelar musikinstrument som kinde, en sorts bågharpa, kakaki, en lång metalltrumpet, och hu hu, ett stränginstrument med kalebasser som klanglådor. Andra instrument och kombinationer av dem är mer knutna till vissa etniska grupper: sarafolket föredrar visselpipor, balafoner, harpor och kodjo-trummor, och kanembufolket kombinerar ljud från trummor med ljud från flöjtliknande instrument.

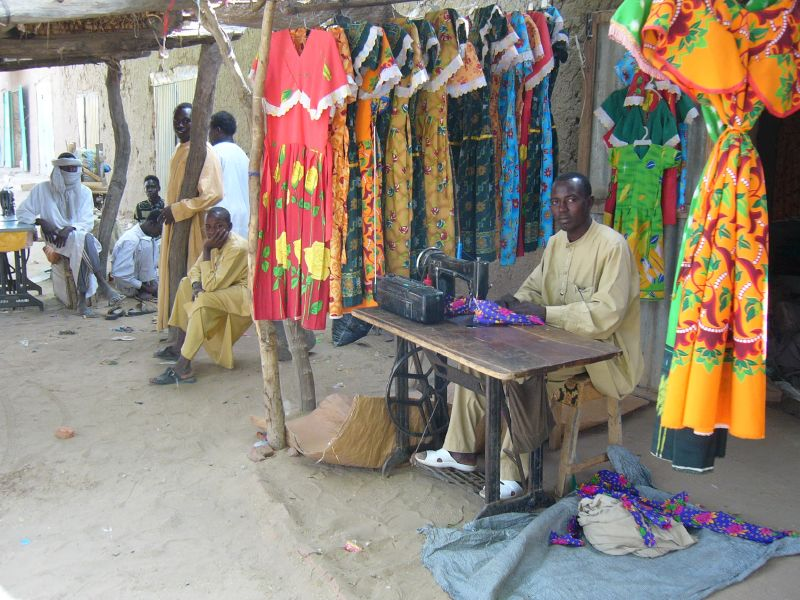
En tchadisk skräddare säljer traditionella klänningar.

Musikgruppen Chari Jazz bildades 1964 och satte igång Tchads moderna musikscen. Senare har mer kända grupper som African Melody och International Challal försökte blanda modernitet och tradition. Populära grupper som Tibesti har hållit sig fastare till sitt arv genom att utgå från sai, en traditionell musikstil från södra Tchad. Folket i Tchad har vanligen inte uppskattat modern musik, men under 1990-talet utvecklades ett större intresse som har gynnat spridning av CD-skivor och musikkassetter med tchadiska artister. Piratkopiering och bristande upphovsrättsskydd utgör problem för en fortsatt utveckling av musikindustrin i Tchad.

#### Film
Utvecklingen av en tchadisk filmindustri har lidit av inbördeskrigets härjningar och bristen på biografer. Det finns bara en biograf i hela Tchad. Den första tchadiska spelfilmen, dramadokumentären Bye Bye Africa, gjordes 1999 av Mahamat Saleh Haroun. Hans senare film Abouna fick bra kritik, och hans Daratt vann juryns stora specialpris vid den 63:e filmfestivalen i Venedig. Issa Serge Coelo regisserade Tchads två andra filmer, Daresalam och DP75: Tartina City.

### Traditioner

#### Helgdagar och högtider
| Datum       | Svenskt namn                |
| ----------- | --------------------------- |
| 1 januari   | Nyårsdagen                  |
| 1 maj       | Första maj                  |
| 25 maj      | Afrikanska befrielsedagen   |
| 11 augusti  | Självständighetsdagen       |
| 1 november  | Alla helgons dag            |
| 28 november | Republikens dag             |
| 1 december  | Frihets- och demokratidagen |
| 25 december | Juldagen                    |

På grund av sin stora mångfald av folk och språk har Tchad ett rikt kulturarv. Tchads regering har aktivt befrämjat tchadisk kultur och nationella traditioner genom att öppna Tchads nationalmuseum och Tchads kulturcentrum. Sex allmänna helgdagar firas under året, och bland de rörliga helgdagarna finns den kristna annandag påsk och de muslimska högtiderna Eid ul-Fitr, Eid ul-Adha och Eid Milad Nnabi.

#### Matkultur
Hirs är stapelfödan i Tchad. Det används till att göra bollar som doppas i såser. I norr kallas denna rätt alysh och i söder biya. Fisk är populärt och behandlas och säljs vanligtvis antingen som salanga (soltorkad och lättrökt Alestes och Hydrocynus) eller som banda (rökt större fisk). Carcaje är en populär söt dryck som utvinns ur hibiskusblad. Alkoholdrycker saknas i norr men är populära i södern, där folk dricker hirsöl, som kallas billi-billi när det framställs av röd hirs och coshate när det görs av vipphirs.

#### Kultursymboler och viktiga personligheter
Jacqueline Moudeina är en människorättsaktivist och advokat som var drivande i att den tidigare diktatorn Hissène Habré hölls ansvarig för brott mot mänskliga rättigheter, krigsbrott samt tortyr.

### Idrott
Fotboll är Tchads mest populära sport. Landets landslag får stor uppmärksamhet under internationella tävlingar, och tchadiska fotbollsspelare har spelat i franska lag. Basket och fribrottning utövas i stor utsträckning, den senare av brottare iklädda traditionella djurhudar och täckta med damm.

## Internationella rankningar
| Organisation                                | Undersökning                   | Bedömning                                   | Rankning   |
| ------------------------------------------- | ------------------------------ | ------------------------------------------- | ---------- |
| Heritage Foundation/The Wall Street Journal | Ekonomisk frihet-index 2019    | 49,93 (Repressed; 100 är bäst)              | 159 av 180 |
| Reportrar utan gränser                      | World Press Freedom Index 2019 | 36,71 (0 är bäst)                           | 122 av 180 |
| Transparency International                  | Korruptionsindex 2018          | 19 (0 är väldigt korrupt, 100 väldigt rent) | 165 av 180 |
| FN:s utvecklingsprogram                     | Human Development Index 2018   | 0,401 - Low human development               | 187 av 189 |
| The Economist                               | Demokratiindex 2018            | 1,61 - Authoritarian regime (10 är bäst)    | 163 av 167 |